# سايمون كاميرون
سايمون كاميرون (بالإنجليزية: Simon Cameron)‏ (و. 1799 – 1889 م) هو رجل أعمال وسياسي أمريكي بارز، وكان وزير الحرب الأمريكي في عهد أبراهام لينكون في بداية الحرب الأهلية الأمريكية.
جمع كاميرون ثروته في مجال السكك الحديدية والقنوات والأعمال المصرفية وأسس بنك ميدلتاون. ثم تحول إلى السياسة ودخل مجلس الشيوخ في عام 1845 عن ولاية بنسلفانيا خلفا لجيمس بيوكانان. كان كاميرون في الأصل ديمقراطيا، وفشل في نيل عضوية مجلس الشيوخ عن حزب لا أدري، وانضم إلى حزب الشعب، والذي كان فرع ولاية بنسلفانيا لما أصبح لاحقا الحزب الجمهوري. فاز بمقعد مجلس الشيوخ في عام 1857 وأصبح أحد المرشحين لبطاقة الحزب الجمهوري في الانتخابات الرئاسية لعام 1860.
منح كاميرون دعمه لأبراهام لينكون، وأصبح وزير الحرب في إدارته. قضى كاميرون في المنصب سنة واحدة فقط قبل أن يستقيل وسط مزاعم بالفساد والفوضى خلال المراحل الأولى للحرب الأهلية. أصبح كاميرون بعدها سفيرا في روسيا، لكنه لم يبقى أكثر من عام.
عاد كاميرون مرة أخرى إلى مجلس الشيوخ في عام 1867. وقد خلفه ابنه جيمس دونالد كاميرون في عام 1877، واستقال كاميرون الأب بعد التأكد أن ابنه سيخلفه. عاش كاميرون متقاعدا بعد مغادرته مجلس الشيوخ، لكنه ظل مشاركا في السياسة ويدير مصالحه التجارية العديدة. توفي في عام 1889 ودفن في هاريسبرج.
كان إرث كاميرون الرئيسي هو هيمنة الحزب الجمهوري بقوة على سياسة بنسلفانيا واستمرت هذه الهيمنة بعد وفاته بفترة طويلة.

## روابط خارجية
- سايمون كاميرون على موقع الموسوعة البريطانية (الإنجليزية)
- سايمون كاميرون على موقع إن إن دي بي (الإنجليزية)